# The KMPlayer
Ne doit pas être confondu avec KMPlayer.
The KMPlayer, aussi appelé The K-Multimedia Player ou KMP, est un lecteur multimédia pour Windows qui lit un grand nombre de formats comme VCD, DVD, AVI, MKV, Ogg Theora, OGM, 3gp, MPEG-1/2/4, WMV, RealMedia, Flash Video et QuickTime parmi d'autres (Il est basé sur une bibliothèque de FFmpeg).
Il gère un grand nombre de sous-titres et permet aussi de capturer de l'audio, de la vidéo, et de faire des captures d'écran.
Il lit aussi les fichiers contenus dans des archives RAR et ZIP et les fichiers incomplets ou n'ayant pas la bonne extension de fichiers.
Il supporte certains plugins Winamp.

## Historique
K-Multimedia Player fut développé par Young-Huee Kang, et sa première version vit le jour le 1er octobre 2002.
En mars 2008, Pandora TV, sorte de Dailymotion coréen, a acquis les droits de The KMPlayer. De nombreux utilisateurs se sont montrés préoccupés de l'avenir de The KMPlayer. Pandora TV a voulu rassurer les utilisateurs en indiquant que le programme resterait gratuit et que, s'il devait être commercialisé, cela se ferait sous forme d'un programme distinct.
Lors du rachat de The KMPlayer par PandoraTV, le développeur Young-Huee Kang développa un fork de The KMPlayer du nom de PotPlayer (en). Ce dernier n'était initialement disponible qu'en coréen, mais depuis mai 2014 des traductions internationales ont vu le jour.

## Anecdotes
- Le "K" de KMP fait référence à l'initiale du nom de famille du développeur (Kang).
- C'est un logiciel coréen mais il est traduit en 15 langues dont le français.